# Thomas Gold
Thomas Gold (Viena, 22 de maio de 1920 — Ithaca, 22 de junho de 2004) foi um cientista austríaco, astrofísico, radicado nos Estados Unidos. Foi professor emérito de astronomia na Universidade de Cornell e membro da Academia Nacional de Ciências dos Estados Unidos.
Gold foi um dos três jovens cientistas da Universidade de Cambridge que avançaram no entendimento da cosmologia nos anos 1950, através da controversa proposição da teoria do universo estacionário. Gold teve incomum habilidade de transpor limites acadêmicos e científicos nos campos da biofísica, astrofísica, engenharia aeroespacial, geofísica, desafiando dogmas com seus profundos insights.

## Vida
Gold nasceu em 22 de maio de 1920 em Viena, na Áustria, filho de Max Gold, um rico judeu industrial e ex-atriz Josefine Martin. Na sequência da derrocada econômica da indústria mineira europeia no final de 1920, Max Gold mudou com sua família para Berlim, onde ele tinha tido um emprego como diretor de uma empresa de comércio de metais. Após o início do nazismo e campanhas conta os judeus em 1933, Gold e sua família deixaram a Alemanha e viajou pela Europa nos anos seguintes. Gold participou internato no Liceu Alpinum Zuoz em Zuoz , Suíça , onde rapidamente demonstrou ser um competente e, fisicamente e mentalmente, agressivo indivíduo inteligente.
Gold terminou os seus estudos em Zuoz em 1937 e fugiu com sua família para a Inglaterra, após a invasão alemã da Áustria no início de 1938. Gold entrou Trinity College, Cambridge em 1939 e começou a estudar ciências mecânicas. Em maio de 1940, assim como Hitler foi iniciar seu avanço na Bélgica e França, Gold foi enviado para o internamento como um inimigo estrangeiro pelo governo britânico. Foi na primeira noite de internação, em um quartel do Exército em Bury St Edmunds, que ele conheceu seu futuro colaborador e amigo próximo, Hermann Bondi.
Gold passou a maior parte de seus quase 15 meses de internamento num campo no Canadá, depois que ele retornou para a Inglaterra e voltou a Universidade de Cambridge, onde ele abandonou seus estudos de ciências mecânicas para a física. Depois de se graduar, em junho de 1942, Gold trabalhou brevemente como operário numa exploração agrícola em Lumberjack, no norte da Inglaterra antes de se juntar Bondi e Fred Hoyle sobre a investigação naval em terra desordem radar perto Dunsfold, Surrey. Os três homens que passam fora de horas de serviço em sua "intensa e ampla discussão científica" sobre temas como cosmologia, matemática e astrofísica. Em poucos meses, Gold foi encarregado de construir novos sistemas de radar. Gold determinou como embarcações de desembarque de radar poderiam usar para navegar para o local de pouso adequado em D-Day e também descobriu que a marinha alemã tinha montado snorkels para seus U-boats, tornando-submarino operado ainda a entrada de ar acima da superfície. Participou da 11ª Conferência de Solvay, em 1958.
Gold se casou com sua primeira esposa, Eleanor Merle Tuberg, uma astrofísica norte-americana que já havia trabalhado com Subrahmanyan Chandrasekhar, em 1947. Ele teve três filhas com Merle — Linda, Lucy e Tanya. Após se divorciar de sua primeira esposa, casou-se com Carvel Lee Beyer, em 1972. Com Carvel, ele teve uma filha chamada Lauren. Gold morreu aos 84 anos de idade de complicações devido à doença cardíaca na Cayuga Medical Center, em Ithaca, Nova York e, foi sepultado no Cemitério de Pleasant Grove, em Ithaca. No momento da sua morte, ele foi socorrido por sua esposa, quatro filhas e seis netos. Deixou três filhas com sua primeira esposa e uma com a segunda. Faleceu com a idade de 84 anos.

### Reconhecimento
Ao longo de sua carreira acadêmica, Gold recebeu um número de honras e distinções. Academia Americana de Artes e Ciências (1974), e a Sociedade Americana de Astronáutica, membro da American Philosophical Society (1972), a United States National Academy of Sciences (1974) e a Academia Internacional de Astronáutica, e um membro honorário do Trinity College, Cambridge (1986). Além disso, ele serviu como presidente da  Sociedade Astronômica de Nova Iorque (1981-1986). Gold ganhou o Prêmio John Frederick Lewis da Sociedade Filosófica Americana em 1972 por seu papel "A Natureza da superfície lunar: A evidência recente" e o Prêmio Humboldt da Fundação Alexander Von Humboldt em 1979. Em 1985, ganhou o prestigioso Gold a Medalha de Ouro da Royal Astronomical Society, um prêmio cujos destinatários incluem Fred Hoyle, Hermann Bondi, Martin Ryle, Edwin Hubble, James Van Allen, Fritz Zwicky, Hannes Alfvén e Albert Einstein. Gold não tinha um doutorado, mas recebeu um título honorário de Doutor em Ciências pela Universidade de Cambridge, em 1969.

## Obra
Imediatamente após a guerra, Hoyle e Bondi voltaram  a Cambridge, quando Gold ficou com a investigação naval até 1947. Ele então começou a trabalhar em Cambridge no Laboratório Cavendish para ajudar a construir o maior magnetron do mundo, um dispositivo inventado por dois cientistas britânicos, em 1940 que geraram intensas microondas para a detecção por radar. Pouco depois, juntou Gold RJ Pumphrey, um zoologista no Laboratório de Zoologia de Cambridge, que serviu como vice-chefe do radar de pesquisa da Marinha durante a guerra, para estudar o efeito de ressonância do ouvido humano. Ele descobriu que o grau de ressonância observada na cóclea não estava em conformidade com o nível de amortecimento típico com a viscosidade do líquido aquoso que preenche a orelha interna. Em 1948, Gold formulou a hipótese de que o ouvido funciona por "regeneração", em que a ação eletromecânica ocorre quando a energia elétrica é usada para neutralizar os efeitos do amortecimento. Embora Gold ganhasse uma bolsa prêmio do Trinity College, em sua tese sobre a regeneração e obteve um leitorado júnior no Laboratório Cavendish, sua teoria foi amplamente ignorada pelos especialistas de ouvidos e fisiologistas, como futuro Premio Nobel vencedor Georg Von Békésy, que não acreditam que a cóclea operada sob um sistema de feedback. Em 1970, pesquisadores descobriram que a hipótese de Gold tinha sido correta — a orelha contém microscópicas células ciliadas que operava em um mecanismo de feedback para gerar ressonância.

### Teoria do estado estacionário do universo
Gold começou a discutir os problemas da física com Hoyle e Bondi novamente, centrando nas questões sobre redshift e da lei de Hubble. Isso levou os três para começar a questionar tudo o Big Bang teoria originalmente proposta por Georges Lemaître em 1931 e mais tarde foi pioneiro por George Gamow, que sugeriu que o universo expandiu de um estado muito denso e quente e continua a expandir hoje. Como contou em uma entrevista de 1978 com o físico e historiador R. Spencer Weart, Gold acreditava que não havia razão para pensar que a criação da matéria foi "feito o tempo todo e, em seguida, nenhum dos problemas que surgem sobre momentos fugazes. Pode-se apenas em um estado de equilíbrio com a expansão de desmontar coisas tão rápido como novo elemento vem a ser e se condensa em galáxias novas." 
Dois trabalhos foram publicados em 1948, discutindo a "teoria do estado estacionário", como uma alternativa ao Big Bang: uma por Gold e Bondi, o outro por Hoyle. Em seu artigo seminal, Gold e Bondi afirmaram que, embora o universo esteja em expansão, no entanto não muda a sua aparência ao longo do tempo, não tem começo nem fim. Eles propuseram o princípio cosmológico perfeito como o esteio da sua teoria, que considerou que o universo é homogêneo e isotrópico no espaço e no tempo. Em grande escala, eles argumentaram que "não há nada pendente sobre qualquer lugar no universo, e que essas diferenças que existem são apenas de interesse local, visto que em grande escala, o universo é homogêneo." No entanto, desde que o universo não foi caracterizado por uma falta de evolução, características distintivas ou direção reconhecível de tempo, eles postularam que tinha de haver movimentos de grande escala no universo. Eles destacaram dois tipos possíveis de movimento: escala grande expansão e seu reverso, a contração grande escala. Eles estimaram que, dentro do universo em expansão, hidrogênio átomos foram sendo criados a partir de um vácuo na proporção de um átomo por metro cúbico por 10 9 anos. A criação da matéria seria manter a densidade do universo como constante expansão. Gold e Bondi também afirmaram que os problemas com a escala de tempo que havia atormentado outras teorias cosmológicas - tais como a discrepância entre a idade do universo, calculada por Hubble e data de decaimento radioativo em rochas terrestres - ausentes para a teoria do estado estacionário.
Foi só até a década de 1960 que os problemas principais com a teoria do estado estacionário começaram a surgir, quando as observações aparentemente apoiaram a ideia de que o universo era, de fato, a mudar: os quasares e galáxias de rádio foram encontrados apenas em grandes distâncias (portanto, existindo apenas no passado distante), não em galáxias mais próximas. Considerando que a teoria do Big Bang previu tanto, Steady State previu que tais objetos seriam encontrados em todos os lugares, inclusive perto de nossa própria galáxia, uma vez que a evolução não poderia ocorrer a grandes distâncias. Além disso, os defensores da teoria preveem que, além de átomos de hidrogênio, a antimatéria também seria produzida, com radiação cósmica de fundo de raios gama da aniquilação de prótons e antiprótons e de raios-X emitem gás a partir da criação de nêutrons.
Para a maioria dos cosmologistas, a refutação da teoria do estado estacionário, veio com a descoberta da radiação cósmica de fundo em microondas em 1965, que era previsto pela teoria do Big Bang. Stephen Hawking disse que o fato de que a radiação de microondas foi encontrada, e que foi pensado para ser deixada pelo Big Bang. Bondi admitiu que a teoria tivesse sido desmentida, mas Hoyle e Gold não estão convencidos de número de anos. Gold ainda é suportado modificado Hoyle teoria do estado estacionário, no entanto, em 1998, ele começou a manifestar algumas dúvidas sobre a teoria, mas sustentou que apesar de seus defeitos, a teoria ajudou a melhorar a compreensão sobre a origem do universo.

### Astrofísica
Em 1951, numa reunião da Royal Astronomical Society, Gold propôs que a fonte de sinais de rádio recentemente detectada a partir do espaço estava fora da Via Láctea, galáxia, tanto para o escárnio de rádio astrônomo Martin Ryle e vários cosmólogos matemáticos. No entanto, um ano mais tarde, uma fonte distante, foi identificada e Gold anunciou em uma reunião da União Internacional Astronômica, em Roma, sua teoria foi comprovada. Ryle viria a ter o argumento de Gold como prova de evolução extragaláctica, alegando que invalidou a teoria do estado estacionário.
Gold deixou Cambridge em 1952 para se tornar o principal assistente de Astrônomo Real Britânico Harold Spencer Jones no Greenwich Royal Observatory em Herstmonceux , Sussex , Inglaterra. Enquanto estava lá, Gold atraiu alguma controvérsia ao sugerir que a interação entre partículas carregadas do Sol com a Terra do campo magnético na criação de tempestades magnéticas na atmosfera superior foi um exemplo de ondas de choque colisionais. A teoria foi amplamente contestada, até Os cientistas americanos em 1957 descobrirem que a teoria de Gold realizou-se a uma análise matemática através da realização de uma simulação utilizando um tubo de choque.
Gold renunciou ao Observatório Real seguindo aposentadoria de Spencer-Jones e se mudou para os Estados Unidos em 1956, onde atuou como professor de Astronomia (1957-1958) e Robert Wilson Wheeler Professor de Astronomia Aplicada (1958-1959) na Harvard University.  em 1959, ele aceitou a nomeação na Universidade de Cornell, que lhe ofereceu a oportunidade de criar uma unidade interdisciplinar para radiofísica e espaço, e assumir o controle do Departamento de Astronomia. Na época, havia apenas outro membro do corpo docente do departamento. Gold serviria como diretor do Centro de Pesquisas Espaciais radiofísica e até 1981, que institui Cornell como um centro líder de pesquisa científica. Durante seu mandato, Gold contratou astrônomos famosos Carl Sagan e Frank Drake, ajudou a criar o maior radiotelescópio no Observatório de Arecibo, em Porto Rico e Cornell University, Centro de Astronomia em Sydney com Harry Messel. Além disso, Gold serviu como Vice-Presidente Adjunto de Pesquisa da 1969-1971 e John L. Wetherill Professor de Astronomia de 1971 até sua aposentadoria em 1986. A descoberta de um pulsar com 0,033 segundo de período na Nebulosa do Caranguejo levou à aceitação da teoria de Gold para os pulsares.
Em 1959, Gold ampliou sua previsão anterior de uma onda de choque não colisional, argumentando que as chamas solares ejetam material em nuvens magnéticas para produzir uma frente de choque que resultaria em tempestades geomagnéticas. Ele também cunhou o termo "magnetosfera" em seu artigo Propostas para magnetosfera da Terra para descrever a região acima da ionosfera no qual o campo magnético da Terra tem um controle dominante sobre as propostas de gás e rápido de partículas carregadas que era conhecida para estender-se a uma distância da ordem de 10 raios da Terra. Em 1960, Gold colaborou novamente com Fred Hoyle para mostrar que a energia magnética alimentava as chamas solares e explosões que foram acionados quando oposto magnético loops interagir e liberar sua energia armazenada.
Em 1968, na rádio astronomia em Cambridge, a estudante de pós-graduação Jocelyn Bell Burnell e seu orientador de doutorado Antony Hewish descobriram uma pulsação fonte de rádio com um período de 1,33 segundos. A fonte — que foi chamada de "pulsar" — emitindo feixes de radiação eletromagnética em um curto intervalo e muito consistente. Gold propôs que esses objetos eram estrelas de nêutrons de rápida rotação. Gold argumentou que, devido a seu forte magnético campos e velocidade de rotação elevada, pulsares emitem radiação e seria semelhante a um farol rotativo. A conclusão de Gold não foi inicialmente bem recebida pela comunidade científica, na verdade, ele foi teve permissão recusada para apresentar a sua teoria na primeira conferência internacional sobre os pulsares. No entanto, a teoria de Gold tornou-se amplamente aceita na sequência da descoberta de um pulsar na Nebulosa de Caranguejo, usando o radiotelescópio de Arecibo, abrindo a porta para avanços futuros na física do estado sólido e astronomia. Anthony Tucker do The Guardian comentou que a descoberta de Gold é inovadora e pavimentou o caminho para Stephen Hawking na pesquisa em "buracos negros".

### Origem inorgânica do petróleo
Gold atingiu a fama pelo seu artigo de 1992 "The Deep Hot Biosphere" na revista Proceedings of the National Academy of Sciences PNAS, no qual propôs uma controversa visão a respeito da origem do petróleo, carvão e gás natural, como uma das mais importantes contribuições para a teoria da origem inorgânica do petróleo. A teoria Deep Hot Biosphere sugere que os depósitos de hidrocarbonetos (petróleo e gás) e também carvão, têm suas origens nos fluxos de gás alimentados por bactérias viventes a profundidades extremas, abaixo da superfície terrestre; em outras palavras, não existem combustíveis fósseis, mas sim materiais primordiais (metano) que chegam através de grandes feições tectônicas e são contaminadas por uma "biosfera" profunda ou então mesmo na superfície. Também Gold publicou o livro "The Deep Hot Biosphere", em 1999, estendendo os argumentos de 1992 e incluiu especulações sobre a origem da vida.
Gold se tornou interessado na origem do petróleo na década de 1950, postulando uma teoria sobre a formação abiogênica dos ditos "combustíveis fósseis". Gold envolveu-se na discussão aprofundada sobre o assunto com Fred Hoyle, que ainda inclui um capítulo sobre "a Pore Gold Theory" em seu livro "Fronteiras em Astronomia", de 1955. Na década de 1970, assim como os Estados Unidos enfrentaram outra grande crise energética, Gold ressuscitou seu trabalho sobre o petróleo. Em 1977, um submarino de pesquisa junto às Ilhas Galápagos descobriu uma série de ecossistemas de prosperidade no assoalho do oceano, vivendo ao lado de fontes hidrotermais. Expedições posteriores descobriram que essas aberturas foram anfitrião de uma série de organismos, incluindo tubos de vermes gigantes albinos e caranguejos, que sobrevivem além de micróbios termófilos quimiossintéticos. A descoberta da vida perto este ambiente adverso levou Gold a reconsiderar a interpretação estabelecida de formação do petróleo biogênico. Gold acreditava que "a biologia é apenas um ramo da termodinâmica" e que a história de vida é apenas uma "forma sistemática o desenvolvimento gradual em direção a formas mais eficientes de energia degradante".
Ele começou a sua investigação estudando como terremotos facilitam a migração de gás metano das profundezas da Terra até a superfície. Ele especulou que um grande terremoto seria suficiente fratura no chão, abrindo uma rota de fuga para o gás. Gold acredita que isso explicaria o número de fenômenos incomuns associados com terremotos, como incêndios, explosões, luzes de terremoto e as emissões de gases. Com seu colega Steven Soter, Gold construíram um mapa do mundo mostrando grandes regiões produtoras de petróleo e áreas com atividade sísmica histórico. Várias regiões ricas em petróleo, como o Alasca, Texas, Caribe, México, Venezuela, Golfo Pérsico, Urais, Sibéria e Sudeste da Ásia, foram encontram-se sobre os cinturões de grandes sismos. Gold e Soter sugeriram que esses cinturões podem explicar a migração ascendente de gases através do solo e, posteriormente, a produção de campos de petróleo e gás.
Gold teorizou que desde hidrocarbonetos de petróleo e seus componentes estavam presentes em todo o universo, não haveria nenhuma razão para acreditar "que na Terra devem ser de origem biológica". Gold propôs que os chamados "combustíveis fósseis" ou, como corretamente deva se dizer, combustíveis de hidrocarbonetos ou base carbono, foram presos no interior do centro da Terra na forma molecular ao acaso há cerca de 4500 milhões de anos durante a acreção planetária. Com o tempo, o calor extremo do núcleo "suado" das rochas que continham essas moléculas, empurraram-nos através das camadas porosa da Terra. Como eles se movimentam em direção à superfície, os hidrocarbonetos impulsionaram o desenvolvimento de grandes colônias de microrganismos em níveis de menor pressão e temperatura, que serviu de base para a vida na Terra. Os combustíveis de hidrocarbonetos em migração recolhem vestígios biológicos antes de se tornar presos em reservatórios subterrâneos profundos. Logo depois, Gold começou a publicar sua teoria, os pesquisadores descobriram uma série de ecossistemas, que funcionará sob "condições de calor e pressão que se pensava impossível de sustentar a vida". Além disso, Gold indicou que a localização das principais regiões produtoras de petróleo no Oriente Médio e sudeste da Ásia foi definida por padrões de grande escala em geologia de superfície e topografia, tais como falhas profundas. Ele também apontou para a abundância de hélio em reservas de petróleo e gás como evidência de "uma fonte profunda de hidrocarbonetos". Além disso, quando algumas reservas de petróleo pensava-se que tinham se esgotado, de repente migrava vastas quantidades de petróleo bruto e voltavam a preencher os reservatórios. A partir daí, Gold propôs que a Terra pode dispor de uma fonte virtualmente infinita.

#### Perfuração em Siljan
Gold começou a testar a sua teoria em 1986 quando, com o apoio de um grupo de investidores, Vattenfall e a Gás Research Institute, começou os esforços para perfurar um profundo poço — nome Gravberg-1 — em terra perto do lago Siljan, na Suécia, em busca de gás abiogênico do manto. A região foi palco de uma grande cratera do meteoro, que teria "canais abertos o bastante para que o metano a migrar para cima" e formaram os depósitos em capa rochosa a poucos quilômetros abaixo da superfície. Ele estima que a fratura perto do Lago Siljan atingiu quase 40 km para baixo da terra.
Em 1987, cerca de 900 barris de lubrificantes de perfuração desapareceram a cerca de 20 000 pés (6 100 m) no solo, levando Gold a acreditar que o lubrificante tinha caído em um reservatório de metano. Logo após, a equipe trouxe quase 100 litros de preto borra oleosa à superfície. Gold afirmou que o lama continha óleo e restos de arqueobactérias. Ele argumentou que "sugere que há uma enorme esfera da vida, da biologia, em níveis mais profundos no chão do que nós tivemos qualquer conhecimento anteriormente" e que esta prova iria destruir o argumento ortodoxo que "desde que o petróleo contém as moléculas biológicas, reservas de óleo devem ter derivado de material biológico". O anúncio dos resultados de Gold foram recebidos com reações mistas, que vão de "incredulidade furiosa" para "um profundo ceticismo. "O geoquímico Geoffrey P. Glasby especulou que o lodo pode ter sido formado a partir do processo de Fischer-Tropsch, uma catalisada reação química em que o gás tem síntese, uma mistura de monóxido de carbono e hidrogênio, é convertido em líquido de hidrocarbonetos. Os críticos também descartaram a arqueobactérias encontradas por Gold, afirmando que "uma vez que os microrganismos não conseguem sobreviver em tal profundidade, a presença da bactéria provaria que bem tenha sido contaminação da superfície". O geoquímico Paul Philp analisou as lamas e concluiu que ele não conseguia diferenciar as amostras de lodo e escoam o óleo encontrado em rochas sedimentares xisto rochas perto da superfície. Ele argumentou que o petróleo havia migrado do xisto até ao granito no fundo da terra. Gold disputou a descoberta de Philp, acreditando que o petróleo e o gás poderiam ter apenas como facilmente migrado para a superfície: "Eles teriam se que o petróleo e gás que nós encontramos lá em baixo era de cinco metros de sedimentos na parte superior — tinha escoado todo o caminho até seis quilômetros para dentro do granito. Quero dizer, o absurdo completo essa: você pode imaginar sentado ali com cinco metros de solo e seis quilômetros abaixo da rocha granítica densa, e que o metano produzido lá em cima indexou todo o caminho de preferência para a água. Disparate absoluto."
Os astrofísicos Geoffrey e Margaret Burbidge observaram que Gold "foi um dos físicos proeminentes de sua época" e que sua versatilidade foi "ímpar". Em seu prefácio para o livro de Gold "The Deep Hot Biosphere", físico teórico Freeman Dyson disse, "As teorias de Gold são sempre originais, sempre importantes, geralmente controverso — e geralmente corretas." Na revista Nature, Hermann Bondi, disse, "Tommy Gold será lembrado como um cientista singular que pisou em qualquer campo onde o pensamento era uma opção sendo negligenciado. Ele também foi incomum no trabalho, principalmente, teoricamente, mas com pouca matemática, contando apenas com sua profunda compreensão intuitiva da física." Stanley F. Dermott escreveu, "Tommy era um encantador e generoso homem bonito e colega leal que formou muitas amizades duradouras. Um espirituoso e articular alto-falante, ele foi considerado por alguns como um maverick científico que se encantou com a controvérsia. Na realidade, ele era um iconoclasta, cuja força estava em análise penetrante dos pressupostos sobre os quais alguns dos nossas mais importantes teorias são baseadas. Anthony Tucker, do The Guardian disse: "Ao longo de sua vida ele iria mergulhar em um novo território para abrir os problemas sem ser vista por outros — em biofísica, astrofísica, engenharia espacial, ou geofísica. A controvérsia o seguiu por toda parte. Possuindo profunda intuição científica  e rigor, de espírito aberto, normalmente ele acabou desafiando os pressupostos acarinhados dos outros e, na derrota do establishment científico, muitas vezes, encontrou o que buscava. Sua estatura e influência eram internacionais." biólogo de Harvard, Stephen Jay Gould Gold rotulados como "um dos cientistas do mais iconoclastas da América". Gold foi ridicularizado pelos geólogos, como Harmon Craig e John Hunt, que se opõem fortemente a teoria de abiogênica do petróleo de Gold. Outros iniciaram campanhas para evitar Gold sequer de publicar suas descobertas.

### Biosfera profunda e quente
Gold modificou sua hipótese e que apresentou em 1992 um documento "The Deep Hot Biosphere" (A Biosfera Profunda e Quente) no Proceedings of National Academy of Sciences PNAS. Gold sugeriu que o carvão e os depósitos de petróleo têm suas origens nos fluxos de gás natural, que alimentam as bactérias que vivem em profundidades extremas sob a superfície da Terra, em outras palavras, o petróleo e o carvão são produzidos através de forças tectônicas, ao invés de partir da decomposição de fósseis. No início do trabalho, também chamado de Gold fontes hidrotermais que bomba bactérias das profundezas da terra para o fundo do oceano, em apoio de sua opinião.
Gold também publicou um livro com o mesmo título em 1999, que ampliou os argumentos em seu trabalho de 1992 e incluiu as especulações sobre a origem da vida. Ele foi acusado de roubar a teoria abiogênica total de geólogos soviéticos que primeiro publicou em 1950. Embora mais tarde fosse creditada como pesquisa soviética, afirma-se que primeiro publicou um artigo sobre a teoria inorgânica, em 1979, sem citar qualquer da literatura soviética sobre o assunto. Defensores de Gold mantêm  que essas acusações são infundadas: dizem que, após a primeira formulação de seu ponto de vista do petróleo, em 1979, ele começou a encontrar os trabalhos de geólogos soviéticos e eles tinham traduzido. Ele estava desapontado (que suas ideias não eram originais) e prazer (porque formulação independente, dessas ideias mais peso à hipótese). Eles insistem que ele sempre creditou o trabalho soviético, uma vez que ele sabia sobre ele.
De acordo com Gold os geólogos soviéticos é que originaram a teoria abiogênica, bactérias que se alimentam nas contas de óleo para a presença de restos biológicos em hidrocarbonetos, eliminando a necessidade de recorrer a uma teoria biogênica para a origem deste último. Os fluxos de hidrocarbonetos no subsolo também pode explicar estranhezas na concentração de outros depósitos minerais.
Embora muitos geólogos ocidentais acreditem que o petróleo seja originado através de detritos orgânicos, Gold diz que isso  não faz sentido, pois não explica a associação do gás hélio com os depósitos de petróleo, a características de estar associado a grandes feições tectônicas, entre muitos outros inúmeros argumentos.
Thomas Gold propôs várias explicações para a origem dos terremotos e advertiu sobre a necessidade de estudo das emanações de gás natural (principalmente metano) que atingem a superfície da Terra e que podem estar vinculadas a desastres aéreos e marítimos.
Assim Thomas Gold resumiu suas ideias a respeito da origem do petróleo: "Hidrocarbonetos não são biologia retrabalhada pela geologia (como a visão tradicional sustentaria), mas certamente geologia retrabalhada pela biologia"